# Orson Welles
George Orson Welles (Kenosha (Wisconsin), 6 mei 1915 – Hollywood, 10 oktober 1985) was een Amerikaans acteur, film- en toneelregisseur, scenarioschrijver en invloedrijk filmmaker. Welles werd wereldberoemd in 1938 door de radio-uitzending van The War of the Worlds. Ook is hij bekend als regisseur van de speelfilmklassieker Citizen Kane. Ondanks de vermaardheid van zijn films en zijn naamsbekendheid, waren de meeste van de door hem geregisseerde films, waaronder Citizen Kane, geen kassuccessen.

## Biografie
Orson Welles groeide op in Chicago. Hij was de tweede zoon van een uitvinder en een concertpianiste. Welles was een wonderkind: op jonge leeftijd bleek hij een gave te hebben voor piano, goochelen, poëzie, acteren, striptekenen en schilderen en was hij bekend met het werk van Shakespeare. Hij verloor zijn ouders op jonge leeftijd: op zijn achtste overleed zijn moeder, zijn vader toen hij vijftien jaar was. Maurice Bernstein, een arts uit Chicago, werd zijn voogd na de dood van zijn vader. In 1931 behaalde hij zijn diploma op een jongenskostschool in Woodstock, Illinois.
Daar, op de Todd School for Boys, deed hij ervaring op in het toneelspel en gaf hij uitvoeringen van Shakespeare, Christopher Marlowe, Ben Johnson en hedendaagse schrijvers. Na zijn afstuderen weigerde hij de aanbiedingen van verscheidene universiteiten. In plaats daarvan vertrok hij naar Ierland om er toneel te spelen. Welles debuteerde in 1931 in het Gate Theatre te Dublin. Hij kreeg een rol in Jud Süss en nam later de regie op zich van andere stukken. Later probeerde hij zonder succes werk te krijgen in Londen en op Broadway, waarna hij vertrok naar Marokko en later Spanje, waar hij een tijdje stierenvechter was. Dankzij aanbevelingen van Thornton Wilder en Alexander Woollcott kwam hij terecht bij het reisgezelschap van Katharine Cornell. In 1934 maakte hij met Cornell zijn debuut op Broadway als Tybalt in Romeo en Julia. Dat jaar trouwde hij voor het eerst, met socialite Virginia Nicholson, filmde hij zijn eerste korte film, het vier minuten durende The Hearts of Age, waarin hij en Nicholson beiden te zien waren en begon hij te werken voor de radio.
Later in de jaren dertig werkte hij samen met John Houseman, eerst bij Housemans Phoenix Theatre Group, later voor het Federal Theatre Project. In 1936 trokken zij de aandacht met hun versie van Shakespeares Macbeth, met enkel zwarte acteurs. Welles regisseerde het stuk. Met Houseman vormde hij in 1937 het Mercury Theatre, waar acteurs als Agnes Moorehead, Joseph Cotten en Everett Sloane aan verbonden waren. De theatergroep zou bekend komen te staan om zijn originele visie op toneelstukken, waaronder een aangepaste versie van Shakespeares Julius Caesar, die zich afspeelt in het fascistische Italië onder Benito Mussolini. In de lente van 1938 nam hij met het gezelschap een korte film van 40 minuten op, Too Much Johnson, die samen met een toneelstuk getoond zou moeten worden. Het toneelstuk heeft echter nooit Broadway bereikt en de film is nooit in het openbaar getoond. De enige bekende print van het stuk is vernietigd tijdens een brand in Welles' villa in de jaren zeventig.

### Legendarisch radiohoorspel
In 1938 was Welles met het Mercury Theatre te horen op de Amerikaanse radio in verscheidene hoorspelen, onder de naam "The Mercury Theater on the Air". Op 30 oktober van dat jaar, Halloween, brachten zij een hoorspelversie van H.G. Wells' War of the worlds, een sciencefictionverhaal waarin de mensheid door wezens van de planeet Mars wordt aangevallen. Welles streefde ernaar het hoorspel zo realistisch mogelijk te maken: zijn hoorspel leek een gewoon muziekprogramma op zondagavond, dat plots door steeds meer verontrustende nieuwsberichten werd onderbroken. Sommige luisteraars raakten in de war en dachten dat New Jersey echt door marsmannetjes werd aangevallen, maar dat de uitzending enorme paniek veroorzaakte is een door Amerikaanse kranten aangewakkerde mythe. Welles, die de hoofdpersoon speelde en het hoorspel regisseerde, was op slag beroemd en dit resulteerde uiteindelijk in een contract met de RKO-filmmaatschappij.

### Filmcarrière (1940-1948)
RKO bood Welles een zeer gunstig filmcontract aan, waarin hij de volledige artistieke vrijheid kreeg over zijn films. Zijn eerste opdracht was een filmbewerking van Heart of Darkness van Joseph Conrad. Dit project bleek te duur en te complex om uitgevoerd te worden en is nooit van de grond gekomen. Ook schreef hij het scenario voor twee eveneens nooit gemaakte films, The Smiler with the Knife en Mexican Melodrama. In 1940 was hij te horen als de verteller in de film The Swiss Family Robinson.
De eerste film die hij voor RKO maakte is waarschijnlijk zijn beroemdste, Citizen Kane uit 1941. Dit werk wordt tegenwoordig beschouwd als één der grootste klassiekers en staat bovenaan verscheidene "beste films aller tijden"-lijsten. Welles was verantwoordelijk voor zowel de productie als de regie, schreef mee aan het scenario en speelde de titelrol. De rest van de belangrijkste rollen werd ingevuld door leden van het Mercury Theatre. Samen met cameraman Gregg Toland probeerde hij technieken uit die zelden of nooit werden gebruikt in de film. Het was bijvoorbeeld een van de eerste films die gebruik maakte van deep-focus, een techniek die sindsdien nog veel navolging heeft gehad. Ook was de film van grote invloed door de originele verhaalstijl, geschreven door Welles en Herman J. Mankiewicz, waarin het leven van het hoofdpersonage, krantenmagnaat Charles Foster Kane, steeds door een ander personage van een andere kant wordt verteld. Hoewel de film tegenwoordig wordt gezien als een van de beste films ooit en ook bij zijn ontvangst lovende kritieken kreeg, was het in eerste instantie een commerciële flop, mede door een boycot van de zeer machtige mediamagnaat William Randolph Hearst, die zichzelf herkende in het hoofdpersonage en niet gevleid was door de manier waarop hij getoond werd. Alhoewel de film in grote steden als New York een groot publiek trok, waren de bezoekersaantallen in provinciestadjes laag. De film werd dat jaar genomineerd voor negen Oscars, waarvan vier voor Welles. De film won er slechts eentje, voor Best Scenario, die Welles deelde met Mankiewicz.
Zijn tweede film voor RKO was The Magnificent Ambersons uit 1942. Tijdens de opnames kwam de film echter in grote tijd- en geldnood. Welles regelde de eindmontage met editor Robert Wise vanuit Zuid-Amerika, waar hij de documentaire It's All True aan het opnemen was. De resulterende film duurde 148 minuten. Nadat sneakpreviews van de film teleurstellende reacties gaven, greep RKO de macht over de film en redigeerde de film opnieuw tot een 88 minuten durende versie, zonder Welles hierover in te lichten. Hierbij zijn enkele belangrijke scènes gesneuveld. In augustus 1942 werd de film uitgebracht, waarbij hij samen met de komedie Mexican Spitfire Sees a Ghost van actrice Lupe Velez werd getoond. De film werd een dure flop voor RKO, zwaar bekritiseerd door de critici en genegeerd door het grote publiek. Bij zijn terugkeer uit Brazilië werden Welles en zijn team ontslagen. Pas jaren later werd The Magnificent Ambersons erkend als een (verminkt) meesterwerk. It's All True heeft hij nooit kunnen voltooien (de film werd pas in 1993 uitgebracht) en een andere van zijn films, de spionagethriller Journey Into Fear (1943) bleek te zijn gemonteerd zonder zijn medeweten. Deze film, die hij had geproduceerd en er samen met Joseph Cotten het scenario voor had geschreven, liet hij, gedwongen door tijdnood, regisseren door Norman Foster.
Nooit meer kreeg Welles de volledige artistieke vrijheid over zijn films en door een gebrek aan commerciële successen kreeg hij weinig aanbiedingen als regisseur, waardoor hij enkele jaren geen film kon regisseren. Op andere vlakken had hij meer geluk: in 1943 trouwde hij met zijn tweede vrouw, de grote filmster Rita Hayworth en het jaar daarop had hij een belangrijke rol als Rochester in de verfilming van Jane Eyre. Filmproducent Sam Spiegel gaf hem in 1946 de kans om weer een film te regisseren, The Stranger. De film was weinig bijzonder, maar was wel de commercieel meest succesvolle film van Welles.
Voor Columbia regisseerde hij The Lady from Shanghai, met hemzelf en zijn toenmalige vrouw Rita Hayworth in de hoofdrollen. Het filmen begon in de herfst van 1946 onder chaotische omstandigheden, onder andere op het jacht van Errol Flynn voor de kust van Acapulco. Tijdens het filmen herschreef Welles het scenario meerdere malen. Het betekende het einde van het huwelijk met Hayworth, die de scheiding aanvroeg, nadat het filmen was beëindigd in 1947. Door verscheidene problemen met de montage werd de film pas in het midden van 1948 uitgebracht, zonder veel publiciteit. Ook deze film werd een flop. Genegeerd door de grote filmstudio's moest hij voor zijn volgende project, een verfilming van Shakespeares Macbeth, uitwijken naar Republic Pictures, een filmstudio die vooral bekendstond om zijn B-westerns en feuilletons. De film werd geplaagd door een zeer laag budget, wat onder ander resulteerde in slechte sets en een magere soundtrack.

### Filmcarrière (1948-1975)
In 1948 vertrok Welles naar Europa, waar filmproducenten wel bereid waren hem een kans te geven. Oorspronkelijk zou hij hier enkel gaan acteren. Als acteur was Welles onder andere te zien als misdadiger Harry Lime in de Britse film noir The Third Man (1949), gebaseerd op het gelijknamige boek van Graham Greene en geregisseerd door Carol Reed. Deze film werd wereldwijd een groot commercieel succes en wordt tegenwoordig als een klassieker beschouwd. In 1951 zou Welles de rol opnieuw spelen in de Britse radioserie The Lives of Harry Lime, gebaseerd op zijn personage in die film. Na het einde van deze serie was hij te horen in een andere radioserie, als gastheer van The Black Museum. Met het geld dat hij verdiende bij de radio en in films van andere regisseurs kon hij zijn eigen filmprojecten (gedeeltelijk) financieren. De eerste film van Welles uit zijn tijd in Europa is een filmversie van Shakespeares Othello. De opnames van deze film begonnen al in 1949 in Marokko, maar de film werd pas in 1952 voltooid en uiteindelijk pas in 1955 in de Verenigde Staten uitgebracht. In 1954-1955 nam hij Mr. Arkadin op, waarvan hij een gedeelte van het scenario had gebaseerd op enkele afleveringen van The Lives of Harry Lime. In 1955 begon hij ook met het verfilmen van Don Quixote van Cervantes, maar dit project heeft hij nooit voltooid. In 1956 trouwde hij met actrice Paola Mori.
Eind jaren vijftig keerde hij tijdelijk terug naar de Verenigde Staten, om daar te spelen in een Broadwayversie van King Lear. Hier nam hij onder andere Touch of Evil (1958) op. Oorspronkelijk zou hij enkel een van de hoofdrollen spelen, maar op aanraden van medespeler Charlton Heston werd hij door Universal gevraagd om de film ook te regisseren. Deze thriller over corrupte rechercheurs rond de Amerikaans-Mexicaanse grens werd redelijk goed onthaald door de Amerikaanse critici, maar werd slechts in een gering aantal bioscopen uitgebracht en was niet winstgevend. In Europa was de film echter wel een succes, zowel kritisch als commercieel en kreeg onder andere een grote prijs op de Brusselse wereldtentoonstelling.
Na enkele rollen in Amerikaanse films keerde hij in 1959 weer terug naar Europa. Hier waagde hij zich aan de verfilming van Franz Kafka's klassieke boek Der Prozess. Het verscheen in 1962 als The Trial. Tijdens de opnamen van de film ontmoette hij de Kroatische actrice Oja Kodar, met wie hij een relatie kreeg. Deze film werd gevolgd door Chimes at Midnight uit 1966, waarin hij verscheidene scènes uit stukken van Shakespeare met elkaar verbond. De film werd door recensenten verschillend beoordeeld. Voor de Franse televisie nam hij The Immortal Story op. Zijn laatste voltooide film was F for Fake uit 1975. The Other Side of the Wind, een autobiografische film met John Huston in de hoofdrol, werd nooit voltooid. In april 2007 maakte Peter Bogdanovich, regisseur en goede vriend van Welles, bekend dat hij de film alsnog zou voltooien en in 2008 wilde uitbrengen.

### Minder bekende projecten
Welles was in de laatste tien jaar van zijn leven regelmatig te zien in televisieprogramma's, reclamespotjes en films. Ook verleende hij zijn stem aan tekenfilms. In 1980 speelde hij de rol van de investeerder John Pierpont Morgan in een Joegoslavische film over Nikola Tesla: The Secret of Nikola Tesla. In 1982 verbaasde Welles de wereld door samen met de pas opgerichte heavymetalband Manowar enkele nummers op te nemen. Zijn karakteristieke diepe stem werd gebruikt in het nummer "Dark Avenger" en "Defender" (origineel 1982 op maxisingle, in 1986 geremasterd op het album Fighting the World). Nog altijd is Welles' stem te horen als aankondiger van de band bij concerten: "Ladies and gentlemen, from the United States of America, all hail: Manowar!" Verder sprak hij de stem in van Robin Masters in de tv-serie Magnum, P.I. (1980 - 1988). Het was uiteindelijk de bedoeling dat Welles tegen het einde van de serie onthuld zou worden als de man achter Robin Masters. Welles overleed echter voor het einde van de serie, waardoor het nooit bekend is geworden wie Robin Masters was. Zijn laatste filmrol was de stem van de slechterik Unicron in de animatiefilm The Transformers: The Movie (1986).

### Trivia
- Orson Welles komt ook voor als fantasiepersonage (gespeeld door een acteur die nogal op hem lijkt) in de op ware gebeurtenissen in Nieuw-Zeeland gebaseerde film Heavenly Creatures van Peter Jackson (1994).

### Privé
Welles is drie keer getrouwd geweest en heeft uit ieder huwelijk een dochter. Hij was getrouwd met Virginia Nicholson van 1934 tot 1940 (dochter kinderboekenschrijfster Chris Welles Feder, geboren 1938), met Rita Hayworth van 1943 tot 1948 (dochter Rebecca Welles Manning, 1944-2004) en met Paola Mori van 1955 tot zijn overlijden in 1985 (dochter Beatrice Welles, 1955).
Welles leed al jaren aan obesitas. In 1985 overleed hij op 70-jarige leeftijd aan een hartaanval. Zijn as is geplaatst bij het landgoed van een vriend in Ronda, Spanje.

## Prijzen
Vanaf de jaren zeventig werd Welles meerdere malen geëerd met prijzen voor zijn gehele oeuvre en zijn bijdragen aan de film. Zo kreeg hij in 1971 een ere-Oscar en in 1975 de Lifetime Achievement Award van het American Film Institute (AFI), de derde die door het instituut uitgereikt is. In 1984 kreeg hij van de Directors Guild of America de hoogste prijs, de D.W. Griffith Award.
- Academy Awards:
  - 1942
    - Beste Film - Citizen Kane (nominatie)
    - Beste Regie - Citizen Kane (nominatie)
    - Beste Acteur - Citizen Kane (nominatie)
    - Best Originele Scenario - Citizen Kane (gewonnen)

  - 1943
    - Beste Film - The Magnificent Ambersons (nominatie)

  - 1971
    - Ere-Oscar (voor buitengewoon kunstenaarschap en veelzijdigheid in de creatie van films)
- Filmfestival Venetië:
  - 1947
    - Gouden Leeuw - The Stranger (nominatie)

  - 1970
    - Gouden Leeuw Carrièreprijs (gewonnen)
- Filmfestival Cannes:
  - 1952
    - Gouden Palm - Othello (gewonnen)

  - 1959
    - Beste Acteur - Compulsion (gewonnen)

  - 1966
    - Gouden Palm - Chimes at Midnight (nominatie)
    - Technische prijs - Chimes at Midnight (gewonnen)
    - Speciale prijs ter ere van het 20-jarig bestaan - Chimes at Midnight (gewonnen)
- BAFTA Awards:
  - 1968
    - Beste Buitenlandse Acteur - Chimes at Midnight (nominatie)
- Internationaal filmfestival van Berlijn:
  - 1968
    - Gouden Beer - The Immortal Story (nominatie)
- Golden Globes:
  - 1982
    - Beste acteur in een bijrol - Butterfly (nominatie)
- Golden Raspberry Award:
  - 1983
    - Slechtste acteur in een bijrol - Butterfly (nominatie)

## Filmografie (selectie)

### Als regisseur
- 1941: Citizen Kane
- 1942: The Magnificent Ambersons
- 1943: Journey into Fear
- 1946: The Stranger
- 1947: The Lady from Shanghai
- 1948: Macbeth
- 1952: Othello
- 1955: Mr. Arkadin
- 1958: Touch of Evil
- 1962: The Trial
- 1967: Chimes at Midnight
- 1968: The Immortal Story
- 1974: F for Fake
- 2018: The Other Side of the Wind

### Als acteur
- 1941: Citizen Kane
- 1943: Journey into Fear
- 1943: Jane Eyre
- 1946: The Stranger
- 1946: Tomorrow Is Forever
- 1947: The Lady from Shanghai
- 1948: Macbeth
- 1949: The Third Man
- 1949: Prince of Foxes
- 1950: The Black Rose
- 1952: Othello
- 1954: Si Versailles m'était conté...
- 1955: Mr. Arkadin
- 1956: Moby Dick
- 1958: Touch of Evil
- 1958: The Long, Hot Summer
- 1959: Compulsion
- 1962: The Trial
- 1966: A Man for All Seasons
- 1967: Casino Royale
- 1967: Chimes at Midnight
- 1968: The Immortal Story
- 1969: Bitka na Neretvi
- 1970: Waterloo
- 1971: Malpertuis
- 1976: Voyage of the Damned
- 1979: The Muppet Movie
- 1986: The Transformers: The Movie